# ۱۸۵۳

## رویدادها
- ۱۲ اوت - زلاندنو خودمختار می‌شود.
- عقد قرارداد صلح دائمی (Treaty of peace in the perpetuity) تحت سرپرستی و نظارت بریتانیا بین شیوخ مختلف ساحل دزدان

## زادروزها
- ۱ ژانویه - هری ای. ریچاردسون سیاست‌مدار آمریکایی و سناتور حزب جمهوری‌خواه ایالت دلاویر (درگذشته ۱۹۲۸)
- ۶ ژانویه - وودبریج ناتان فریس سیاست‌مدار آمریکایی و سناتور حزب دموکرات ایالت میشیگان (درگذشته ۱۹۲۸)
- ۱۲ ژانویه - گرگریو ریتچی کورباسترو ریاضی‌دانی ایتالیایی (درگذشته ۱۹۲۵)
- ۱۶ ژانویه - فرانتس برنتانو فیلسوف و روانشناس آلمانی (درگذشته ۱۹۱۷)
- ۱۹ ژانویه - استفن ام. وایت سیاست‌مدار آمریکایی و سناتور حزب دموکرات ایالت کالیفرنیا (درگذشته ۱۹۰۱)
- ۲۸ ژانویه - خوزه مارتی شاعر، نویسنده، مترجم و فعال سیاسی کوبایی (درگذشته ۱۸۹۵)
- ۱۶ فوریه - چارلز جی. هیوز، جونیور سیاست‌مدار آمریکایی و سناتور حزب دموکرات ایالت کلرادو (درگذشته ۱۹۱۱)
- ۱۰ مارس - کانریو هیگااونا رزمی‌کار ژاپنی (درگذشته ۱۹۱۶)
- ۱۴ مارس - آرتور کورشام بازیکن فوتبال و کریکت انگلیسی (درگذشته ۱۸۸۴)
- ۱۶ مارس - هاینریش کایزر شیمی‌دان و فیزیکدان آلمانی (درگذشته ۱۹۴۰)
- ۱۸ مارس - ویلیام مینارد بازیکن فوتبال انگلیسی (درگذشته ۱۹۲۱)
- ۲۳ مارس - مظفرالدین‌شاه قاجار پادشاه سلسله قاجاریه (درگذشته ۱۹۰۷)
- ۳۰ مارس - ونسان ونگوگ نقاش هلندی (درگذشته ۱۸۹۰)
- ۸ آوریل - ولادیمیر شوخوف مهندس، معمار و دانشمند روس (درگذشته ۱۹۳۹)
- ۲۳ آوریل - وینتروپ موری کرین سیاست‌مدار آمریکایی و سناتور حزب جمهوری‌خواه ایالت ماساچسوت (درگذشته ۱۹۲۰)
- ۶ مه - فیلاندر چیس ناکس سیاست‌مدار آمریکایی و سناتور حزب جمهوری‌خواه ایالت پنسیلوانیا (درگذشته ۱۹۲۱)
- ۳ ژوئن - ایزاک گارزا گارزا صنعتگر و کارآفرین مکزیکی (درگذشته ۱۹۳۳)
- ۵ ژوئیه - سسیل رودس تاجر و سیاستمدار انگلیسی (درگذشته ۱۹۰۲)
- ۱۸ ژوئیه - هندریک لورنتز فیزیکدان هلندی  و برنده جایزه نوبل فیزیک (درگذشته ۱۹۲۸)
- ۲۴ ژوئیه - ژان-لوئی دوبو دو لافوره نویسنده فرانسوی (درگذشته ۱۹۰۲)
- ۴ اوت - ژول لومتر نویسنده و منتقد تئاتر فرانسوی (درگذشته ۱۹۱۵)
- ۱۹ اوت - آلکسیس بروسیلوف سردار روس (درگذشته ۱۹۲۶)
- ۲۴ اوت - چارلز دبلیو. فولتن سیاست‌مدار آمریکایی و سناتور حزب جمهوری‌خواه ایالت اورگن (درگذشته ۱۹۱۸)
- ۷ اکتبر - سسیل وینگفیلد-استرتفورد بازیکن فوتبال انگلیسی (درگذشته ۱۹۳۹)
- ۳۱ اکتبر - آدولف فون بایر شیمیدان آلمانی و برنده جایزه نوبل شیمی (درگذشته ۱۹۱۷)
- ۲ سپتامبر - ویلهلم اوستوالد شیمیدان آلمانی (درگذشته ۱۹۳۲)
- ۳ سپتامبر - رابرت ویدال بازیکن فوتبال انگلیسی (درگذشته ۱۹۱۴)
- ۵ سپتامبر - آلفرد استرتفورد بازیکن فوتبال انگلیسی (درگذشته ۱۹۱۴)
- ۱۶ سپتامبر - آلبرشت کوسل زیست‌شناس آلمانی برنده جایزه نوبل فیزیولوژی و پزشکی (درگذشته ۱۹۲۷)
- ۲۱ سپتامبر - هنری واس بازیکن فوتبال انگلیسی (درگذشته ۱۹۴۷)
- ۲۱ سپتامبر - هایک کامرلینگ اونس فیزیک‌دان هلندی و برنده جایزه فیزیک نوبل (درگذشته ۱۹۲۶)
- ۲۵ سپتامبر - الکساندر اس. کلی سیاست‌مدار آمریکایی و سناتور حزب دموکرات ایالت جورجیا (درگذشته ۱۹۱۰)
- ۵ نوامبر - مارکوس ساموئل بازرگان و کارآفرین بریتانیایی (درگذشته ۱۹۲۷)
- ۲۶ نوامبر - چارلز اچ. دیتریش سیاست‌مدار آمریکایی و سناتور حزب جمهوری‌خواه ایالت نبراسکا (درگذشته ۱۹۲۴)
- ۲۷ نوامبر - فرانک دیکسی نقاش و طراح بریتانیایی
- ۱۴ دسامبر - ویلیام هنری تامپسون سیاست‌مدار آمریکایی و سناتور حزب دموکرات ایالت نبراسکا (درگذشته ۱۹۳۷)
- ۲۹ دسامبر - هوراس چیلتون سیاست‌مدار آمریکایی و سناتور حزب دموکرات ایالت تگزاس (درگذشته ۱۹۳۲)
- نامعلوم - آرتور گودیر بازیکن فوتبال انگلیسی (درگذشته ۱۹۳۲)
- نامعلوم - فرانسیس هرون بازیکن فوتبال انگلیسی (درگذشته ۱۹۱۴)
- نامعلوم - رابرت اوگیلوی بازیکن فوتبال انگلیسی (درگذشته ۱۹۳۸)
- ۲۸ مه – کارل لارشون، نقاش سوئدی (د. ۱۹۱۹)
- ۴ ژوئیه – ارنست اوتو بکمن، شیمی‌دان آلمانی (د. ۱۹۲۳)
- ۹ نوامبر – استنفورد وایت، معمار آمریکایی (د. ۱۹۰۶)

## مرگ‌ها
- ۱۴ ژانویه - ویلیام اوپهام سیاست‌مدار آمریکایی و سناتور حزب ویگ ایالت ورمونت (زاده ۱۷۹۲)
- ۱۶ ژانویه - ماتیو کارکاسی نوازنده گیتار کلاسیک (زاده ۱۷۹۲)
- ۱۷ مارس - کریستیان دوپلر فیزیکدان و ریاضیدان اتریشی (زاده ۱۸۰۳)
- ۱۳ آوریل - جیمز ایردل، جونیور سیاست‌مدار آمریکایی و سناتور حزب دموکرات ایالت  کارولینای شمالی (زاده ۱۷۸۸)
- ۱۸ آوریل - ویلیام آر. کینگ سیاست‌مدار آمریکایی و سناتور حزب دموکرات ایالت آلاباما (زاده ۱۷۸۶)
- ۲۸ آوریل – لودویگ تیک، شاعر و نویسنده آلمانی (ز. ۱۷۷۳)
- ۲ مه - جسی بی. توماس سیاست‌مدار آمریکایی و سناتور حزب دموکرات-جمهوری‌خواه ایالت ایلی‌نوی (زاده ۱۷۷۷)
- ۱۰ مه - جیکوب بورنت سیاست‌مدار آمریکایی و سناتور حزب جمهوری‌خواه ایالت اوهایو (زاده ۱۷۷۰)
- ۱۶ ژوئن - جوزف دبلیو. چلمرز سیاست‌مدار آمریکایی و سناتور حزب دموکرات ایالت میسیسیپی (زاده ۱۸۰۶)
- ۲۵ ژوئن - اسپنسر جارنگین سیاست‌مدار آمریکایی و سناتور حزب ویگ ایالت تنسی (زاده ۱۷۹۲)
- ۵ سپتامبر - جورج پویندسکتر سیاست‌مدار آمریکایی و سناتور حزب دموکرات ایالت میسیسیپی (زاده ۱۷۷۹)
- ۳ اکتبر - جرج آنزلو آهنگساز فرانسوی-انگلیسی (زاده ۱۷۸۴)
- ۲ اکتبر - فرانسوا آراگو ریاضیدان، فیزیکدان، اخترشناس و سیاست‌مدار فرانسوی (زاده ۱۷۸۶)
- ۵ اکتبر - ماهلون دیکرسون سیاست‌مدار آمریکایی و سناتور حزب دموکرات ایالت نیوجرزی (زاده ۱۷۷۰)
- ۱۴ اکتبر - الیشا متیوسون سیاست‌مدار آمریکایی و سناتور حزب دموکرات-جمهوری‌خواه ایالت رود آیلند (زاده ۱۷۶۷)
- ۵ نوامبر - یانوش گارائی شاعر و نمایشنامه‌نویس مجارستانی (زاده ۱۸۱۲)
- ۱۵ نوامبر - چارلز جی. اترتون سیاست‌مدار آمریکایی و سناتور حزب دموکرات ایالت نیوهمپشایر (زاده ۱۸۰۴)
- ۱۹ نوامبر - ساموئل سی. کرفتز سیاست‌مدار آمریکایی و سناتور حزب ویگ ایالت ورمونت (زاده ۱۷۶۸)
- ۱۵ دسامبر - گئورگ فریدریش گروتفند رمزگشای سنگ‌نبشته‌های باستانی آلمانی (زاده ۱۷۷۵)
- نامعلوم - جهانگیر میرزا  (زاده ۱۸۱۰)

## منبع
- مشارکت‌کنندگان ویکی‌پدیا. «1853». در دانشنامهٔ ویکی‌پدیای انگلیسی، بازبینی‌شده در ۲۴ ژانویه ۲۰۱۴.